# ひまわり9号
ひまわり9号は、気象庁（JMA）が開発、三菱電機が製造し、三菱重工業、宇宙航空研究開発機構（JAXA）が2016年11月2日にH-IIAロケット31号機で打ち上げに成功した、静止気象衛星である。7号以前のひまわりに比べて観測バンド数が大幅に増えたため『静止地球環境観測衛星』とも呼ばれる。運用時期以外はすべてひまわり8号と同じ。

## 目的
日本及び東アジア・西太平洋域内の各国における天気予報、台風・集中豪雨、気候変動などの監視・予測、船舶や航空機の運航の安全確保、地球環境の監視を目的としている。

## 運用計画
2016年に打ち上げられた後、軌道上で待機し、2022年からひまわり8号と交代して2028年まで運用され、ひまわり10号へ交代する予定。2022年6月23日には同年12月13日に交代する予定であることが発表されている。2022年12月13日から運用が開始された 。同設計のひまわり8号と合わせ、衛星製作費用約340億円、打上げ費用約210億円を見込んでいる。

### 運用
ひまわり8号から経費節減のため衛星の管制（制御）業務を民間事業者に委託するPFI方式が導入され、管制業務は特別目的会社の気象衛星ひまわり運用事業（HOPE）が行っている。
合わせて、従来は埼玉県鳩山町にある気象衛星通信所1か所のみで衛星管制やデータ送受信を実施していたが、非常時の代替施設となる副局が台風などによる悪天候に見舞われにくい北海道江別市に設置された。また、衛星運用指示回数はこれまで原則1日1回だったが2.5分間隔で最大1日576回行えるようになり、即応性が大幅に強化されている。

### 障害
2024年（令和6年）11月11日4時ごろ、ひまわり9号は機器の温度上昇を原因として正常なデータが配信できなくなった。報道によると、可視赤外放射計の冷却装置に不具合が生じたとみられ、通常-210℃程度のところ-170℃以上に上昇していたという。地上から冷却装置を遠隔操作したことで同日18時ごろに画像が正常に復旧した。赤外画像、水蒸気画像、トゥルーカーラー再現画像、雲頂強調画像のコンテンツ配信に影響した。これらの画像は台風の強度、火山灰の高さの解析などに使用される。この不具合は可視画像の配信や警報、注意報の発表には影響しなかった。
この障害を受けて、2022年（令和4年）12月13日に運用を終了して現在はバックアップ待機中であったひまわり8号を起動させ、しばらくは起動した状態にされる。

### イメージャーによる観測
可視赤外放射計（AHI：Advanced Himawari Imager）は、可視域3バンド、近赤外域3バンド、赤外域10バンドの計16バンドのセンサーを持ち、ひまわり6号・7号の可視1バンド、赤外4バンドの計5バンドを大きく上回る。可視域の3バンド（赤：0.64 µm、緑：0.51 µm、青：0.47 µm）を合成することで「カラー画像」が作成可能となっており、（雲と区別できるため）黄砂や噴煙などの監視にも有用とされている。
静止衛星から見える範囲の観測に従来は約30分を要したが、ひまわり8号・9号では10分毎の観測が可能となる。これと並行して、特定の領域を高頻度に観測することができ、日本周辺なら2.5分毎の観測が可能である。水平分解能も従来に比べて2倍に向上させている。一方、データ量はひまわり7号比で50倍となった。AHIのセンサーはアメリカが次期米国気象衛星用に開発したABI(Advanced Baseline Imager)を一部日本向けに改良したものである。
これらの観測機能の大幅な強化によって、台風や集中豪雨をもたらす雲等の移動・発達を詳細に把握でき、また火山灰やエアロゾルの分布も高精度に把握することができるようになるとしている。

## 衛星の諸元
気象庁より公表されている情報を総合すると、次のような諸元の衛星となる。
| 要素       | 詳細                                                             |
| ---------- | ---------------------------------------------------------------- |
| 主製造業者 | 三菱電機                                                         |
| 衛星バス   | DS2000                                                           |
| 姿勢制御   | 3軸姿勢制御（スタートラッカー）                                  |
| 寿命       | 本体 15年 観測 8年                                               |
| 衛星質量   | 打ち上げ時 3.5t 末期 1.3t                                        |
| 観測センサ | AHI (Advanced Himawari Imager) 16チャンネル 宇宙環境観測（SEDA） |
| 観測頻度   | 全球観測 10分 日本付近 2.5分 機動観測域 2.5分                    |
| 静止位置   | 東経140.7度付近                                                  |
| 画像配信   | 商用通信衛星による配信                                           |